# Dipartimento di Valle
Il dipartimento di Valle è un dipartimento dell'Honduras meridionale avente come capoluogo Nacaome.
Il dipartimento di Valle comprende 9 comuni:
- Alianza
- Amapala
- Aramecina
- Caridad
- Goascorán
- Langue
- Nacaome
- San Francisco de Coray
- San Lorenzo